# One Piece Cover Songs ~Nakama no Shirushi x~
One Piece Cover Songs ~Nakama no Shirushi x~ (estilizado como ONE PIECE COVER SONGS ~Nakama no Shirushi x~, e com o título original de ONE PIECE COVER SONGS～仲間の印×～)  é o terceiro álbum de estúdio de Hiroshi Kitadani. Foi lançado em 26 de março de 2025 pela avex pictures e possui 11 faixas.

## Produção
Como o primeiro single da carreira solo de Kitadani foi "We Are!", a primeira abertura do anime One Piece, ele decidiu comemorar seus 30 anos de carreira celebrando o anime. Para tal, escolheu onze canções usadas na série e fez covers de todas, culminando neste álbum.
Uma edição limitada foi lançada com a capa desenhada pelo criador de One Piece, Eiichiro Oda.

## Recepção
O álbum chegou à 56ª posição na Billboard Japan.

## Faixas
| N.º | Título                                      | Letras           | Música                          | Arranjo                         | Duração |  |
| 1.  | "Wake up!" (original de AAA)                | leonn            | Hirofumi Hibino                 | ats-                            | 3:44    |  |
| 2.  | "Watashi wa Saikyou" (original de Ado)      | Motoki Ohmori    | M. Ohmori                       | Takayoshi Kokei, Yudai Ishikawa | 4:18    |  |
| 3.  | "Hikari e" (original de The babystars)      | Akihito Tanaka   | A. Tanaka                       | Takashi Nagasawa                | 3:44    |  |
| 4.  | "Kokoro no Chizu" (original de BOYSTYLE)    | MIZUE            | Kazunori Watanabe               | 363820                          | 4:20    |  |
| 5.  | "sailing day" (original de BUMP OF CHICKEN) | Motoo Fujiwara   | M. Fujiwara                     | T. Nagasawa                     | 4:00    |  |
| 6.  | "BRAND NEW WORLD" (original de D-51)        | Yasuhide Yoshida | Y. Yoshida, IKUMA               | 363820                          | 4:10    |  |
| 7.  | "Jungle P" (original de 5050)               | 5050             | 5050                            | 363820                          | 3:12    |  |
| 8.  | "DREAMIN' ON" (original de Da-iCE)          | Sota Hanamura    | Kanata Okajima, Soma Genda, MEG | ats-                            | 4:02    |  |
| 9.  | "One day" (Original de The ROOTLESS)        | Shin Nohata      | Haruhisa Duran Naito            | T. Nagasawa                     | 4:18    |  |
| 10. | "Shinjidai" (Original de Ado)               | Yasutaka Nakata  | Y. Nakata                       | T. Kokei, Hosomi Ryotaro        | 3:49    |  |
| 11. | "memories" (Original de Maki Otsuki)        | M. Otsuki        | MORI JUNTA                      | Harami-chan                     | 4:44    |  |